# Бондаровская, Юта
Юта Бондаровская (Бондаровская Ия Сергеевна) (6 января 1928, деревня Залазы, Ленинградская область — 28 февраля 1944, хутор Роостоя, Эстония) — пионер-герой, партизанка 6-й Ленинградской партизанской бригады.

## Биография
Летом 1941 года Юта Бондаровская приехала из Ленинграда в деревню под Псковом. Здесь и застала она начало Великой Отечественной войны. Юта стала помогать партизанам: была связной, затем разведчицей. Переодеваясь мальчишкой-нищим, она собирала по деревням необходимые партизанам сведения.
После снятия блокады с Ленинграда она осталась в партизанском отряде, присоединилась к 1-й Эстонской партизанской бригаде, которая двинулась на запад на территорию Эстонии. Переправившись через Чудское озеро, где находилась линия фронта, бригада подвергалась постоянным нападениям на открытой территории. 15-летняя Юта стойко перенесла все эти трудности, без устали помогая партизанам. 27 февраля 1944 года Юта вызвалась пойти на разведку. Она обнаружила хутор Роостоя, свободный от немцев, куда и привела голодных и обессилевших партизан. На следующий день в деревню пришли немцы, и Юта вместе с другими партизанами вступила в бой с оружием в руках. В этом бою она погибла от выстрелов немецкого пулемёта с автоматом в руках. Её нашли позже и похоронили.

## Награды
Посмертно награждена орденом Отечественной войны 1-й степени, медалью «Партизану Отечественной войны» 1 степени.

## Память
Именем Юты Бондаровской названы теплоход и улица в Петергофе, на которой установлена мемориальная доска (1972, арх. М. Ф. Егоров).
На месте гибели Юты Бондаровской (деревня Роостоя, волость Алутагузе, Эстония) был установлен памятник. Согласно решению рабочей группы по советским памятникам при Госканцелярии Эстонии от 30 ноября 2022 года подлежит демонтажу как «красный монумент».

## Память родственников
Мать Юты, Антонина Владимировна Бондаровская, вспоминает, что комиссар партизанского отряда Ф. А. Цветков, первый сообщивший о гибели дочери, сказал: «Не плачь, мать, Юта не дёшево отдала свою жизнь, её надолго запомнят фашисты. Она погибла за Родину. О ней будут писать книги и слагать стихи... Гордись, мать!»